# 영화 목록/ㅈ
| #  | ㄱ  | ㄴ | ㄷ | ㄹ | ㅁ | ㅂ |
| ㅅ | ㅇ  | ㅈ | ㅊ | ㅋ | ㅌ | ㅍ |
| ㅎ | A~Z |    |    |    |    |    |

다음은 'ㅈ'자로 시작하는 영화 목록이다.

## 자-쟤
- 자유부인 (1956년)
- 자유부인 (1969년)
- 자유부인 (1981년)
- 자유부인 2 (1957년)
- 자유부인 2 (1986년)
- 자유의 언덕 (2014년)
- 자토이치 (2003년)
- 작은 연못 (2010년)
- 작전명 발키리 (2008년)
- 장군의 아들 (1990년)
- 장산범 (2017년)
- 장화, 홍련 (2003년)
- 재심 (2017년)
- 재즈 싱어 (1927년)
- 재키 브라운 (1997년)
- 잭 리처:네버 고 백 (2016년)

## 저-졔
- 저수지의 개들 (1992년)
- 저스티스 리그 (2017년)
- 전설의 주먹 (2013년)
- 전우치 (2009년)
- 접속 (1997년)
- 점퍼 (2008년)
- 정글북 (1942년)
- 정글북 (2016년)
- 정글 북 (1967년)
- 정직한 후보 (2020년)
- 제5원소 (1997년)
- 제이슨 본 (2016년)
- 제인 도 (2017년)

## 조-죠
- 조디악 (2007년)
- 조선명탐정: 각시투구꽃의 비밀 (2011년)
- 조선명탐정: 사라진 놉의 딸 (2015년)
- 조선명탐정: 흡혈괴마의 비밀 (2018년)
- 조용한 가족 (1998년)
- 조작된 도시 (2017년)
- 조조 래빗 (2019년)
- 조제, 호랑이 그리고 물고기들 (2003년)
- 존 말코비치 되기 (1999년)
- 존 윅 (2015년)
- 존 윅 : 리로드 (2017년)
- 존 윅 3 : 파라벨룸 (2019년)
- 존 윅 4 (2023년)
- 졸업 (1967년)
- 졸업 (2018년)
- 졸업 (2019년)
- 좋아해줘 (2016년)
- 좋은 놈, 나쁜 놈, 이상한 놈 (2008년)
- 좋은 친구들 (1990년)

## 주-쥬
- 주노 (2007년)
- 주먹왕 랄프 (2012년)
- 주먹왕 랄프 2: 인터넷 속으로 (2018년)
- 주토피아 (2015년)
- 죽어도 좋아 (1969년)
- 죽어도 좋아 (2002년)
- 죽여주는 여자 (2016년)
- 죽은 시인의 사회 (1989년)
- 죽이고 싶은 (2010년)
- 쥬라기 공원 (1993년)
- 쥬라기 월드 (2015년)
- 쥴 앤 짐 (1961년)

## 즈-지
- 지구가 끝장 나는 날 (2013년)
- 지구가 멈추는 날 (2008년)
- 지구를 지켜라! (2003년)
- 지금, 만나러 갑니다 (2003년)
- 지금 만나러 갑니다 (2018년)
- 지금은맞고그때는틀리다 (2015년)
- 지상의 별처럼 (2007년)
- 진짜 진짜 미안해 (1976년)
- 진짜 진짜 좋아해 (1977년)
- 진짜 진짜 잊지마 (1976년)
- 집결호 (2008년)
- 집으로... (2002년)